# Golfo Odjan
Il golfo Odjan (in russo залив Одян?) è una insenatura della costa settentrionale del mare di Ochotsk, in Russia. Appartiene all'Ol'skij rajon, nell'oblast' di Magadan (Circondario federale dell'Estremo Oriente). Si trova a sud-est della città di Magadan.

## Geografia
Il golfo Odjan si trova nella parte orientale della baia del Tauj tra il continente e la penisola di Koni (полуостров Кони), caratterizzata da ripide creste, che lo delimita a sud. Nella parte settentrionale della baia ci sono i promontori di Bering (мыс Беринга) e Nerpičij (мыс Нерпичий), la costa è ripida e rocciosa. Sul lato orientale del golfo, lungo la costa della baia Melkovodnaja (бухта Мелководная), ci sono alti alberi e foreste di larici. Il golfo ha una superficie di 600 km². La profondità è di 10-25 m. È ghiacciato da metà dicembre a metà maggio. 
Lungo la costa della penisola di Koni si trova la piccola isola di Umara; sul lato settentrionale, nella baia Melkovodnaja, l'isolotto roccioso Kamen'-Mugdykyn.

### Fauna
Attraverso il golfo di Odjan si svolge la migrazione autunnale delle oche artiche. Vi sono siti di nidificazione di cormorano pelagico, uria di Brünnich, uria dagli occhiali, Locustella di Middendorff, ciuffolotto delle pinete, luí verdastro e saltimpalo. Sulla costa nord ci sono grandi colonie di gabbiano dorsoardesia.
Nei fiumi che sfociano nel golfo si incontrano cinque specie di salmoni, il più diffuso è il salmone rosa.